# Wolfersdorf (Trockenborn-Wolfersdorf)
Wolfersdorf ist ein Ortsteil der Gemeinde Trockenborn-Wolfersdorf im Saale-Holzland-Kreis in Thüringen.

## Lage
Der Ortsteil Wolfersdorf liegt zwischen saftigen Wiesen mit Bachläufen und Teichen, zwischen bewaldeten Hügeln nordwestlich von Neustadt an der Orla, östlich von Kahla und südlich von Stadtroda an den Landesstraßen 1077 und 1111 in einem ortsumfassenden Waldgebiet auf der Ilm-Saale-Platte. Dort sind die Quellgebiete vom Schüsselbach, Grünbach, Zippenbach und dem Rotehofbach, der in Geisenhain in die Roda mündet.

## Geschichte
Am 18. Februar 1414 wurde Wolfersdorf erstmals urkundlich erwähnt.
Die Geschichte des Ortsteils wurde vom Wald, Wasser und Wild maßgeblich beeinflusst. Der Mensch nutzt die natürlichen Quellen und baute seine Behausungen nach den Bedürfnissen. Beispiele sind die Häuser des Ortsteils und das Jagdschloss Fröhliche Wiederkunft. Touristen und Erholungsuchende nutzen das einmalige Umland. 2007 bewohnten 187 Personen das Dorf.